# Урочище Кірикове
Урочище Кірикове — ландшафтний заказник місцевого значення, що розташований на теренах Лісниківської сільської ради Києво-Святошинського району Київська область. Створений відповідно до рішення Київської обласної ради 4 скликання від 27 жовтня 2005 року за № 310-26-IV.

## Загальні відомості
Землекористувачем території заказника є Лісниківська сільська рада, рішенням якої значні ділянки у верхніх північній і південній частинах території заказника 2011 незаконно передали під будівництво котеджного комплексу.
Площа заказника 13,0 гектар з земель запасу Лісниківської сільської ради. Заказник розташовано в межах Дніпровського екологічного коридору
Інститутом зоології імені І. І. Шмальгаузена НАН України 2007 було розроблено «Пропозиції щодо меж, структури і конфігурації екологічної мережі Лісниківської сільської ради, її збереження, відтворення та перспективного розвитку», що є першою в Україні детальною моделлю екологічної мережі Лісниківської сільської ради. Терени село Лісники відзначаються значним видовим різноманіттям і по них пролягає основний міграційний шлях тварин у напрямках північ-південь по Дніпровському екологічному коридору. На західних теренах Лісниківської сільради розміщено ботанічний заказник місцевого значення «Урочище Безодня» площею 3,34 гектари і запланованого прилеглого дендрологічного парку, що мають становити одне з ядер нової природоохоронної структури. На сході села друге ядро повинно складатись з ландшафтного заказника місцевого значення «Урочище Кірикове» та ботанічного заказника місцевого значення «Урочище Гора Козинська» площею 2,1 гектари. Обидва ядра природоохоронного комплексу повинні з'єднуватись буферною зоною, що є охоронною зоною газогону. Планувалось, що цей природоохоронний комплекс площею 721,6 гектарів стане прецедентом ефективного запровадження природозберігаючого режиму, що відповідає модерним світовим тенденціям.

## Опис
Урочище Кірикове має вигляд балки з великою верхньою пологою заокругленою частиною та стрімкими схилами, глибоким розширеним днищем нижньої частини. Наприкінці пологого схилу верхньої частини, приблизно у центральній частині балки знаходиться джерело. Рослинним покрив схилів та днища урочища різноманітний з переважно збереженим природним біоценозом. Доволі значна частина терену урочища покрита лісовими насадженнями. У них на схилах переважає Робінія звичайна (Robinia pseudoacacia) (акація біла). У понижених ділянках верхів'я балки росте клен татарський (Acer tataricum), чисельні насадження берези (Bétula). Серед дерев можна віднайти лікарську рослину оман високий (Inula helenium L.). Поміж заростями трапляються окремі граби (Carpinus betulus L.), ясени звичайні (Fraxinus excelsior L.). На зволоженому днищі балки росте верба попеляста (Salix cinerea L.) та тритичинкова (Salix triandra L.). У травостої відкритих схилів зустрічаються айстра степова (Aster amellus L.), бородач звичайний (Andropogon). Верхів'я південно-західного схилу вкрито рослинністю лучних степів. Тут росте кострець береговий (Bromopsis riparia (Rehm.) Holub), пирій повзучий (Elytrigia repens (L.) Nevski), куничник наземний (Calamagrostis epigeios (L.)), шавлія дібровна (Salvia nemorosa L.), Чебрець Маршаллів (Thymus marshaliana Willd.), миколайчики польові (Eryngium campestre L.), парило звичайне (Agrimonia eupatoria L.), трапляється рідкісна ковила волосиста (Stipa capillata), що занесена до Червоної книги України.

## Галерея

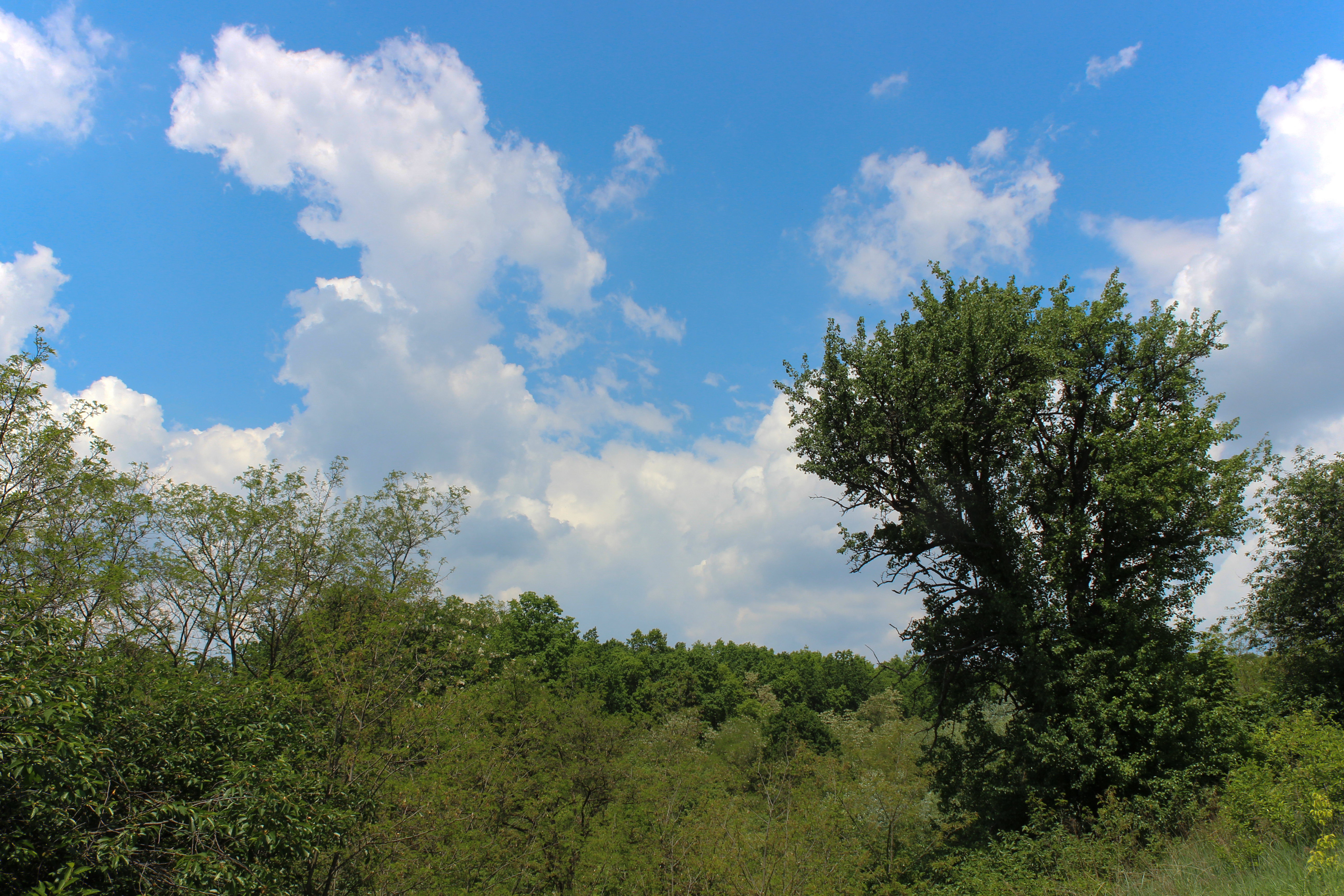
Урочище
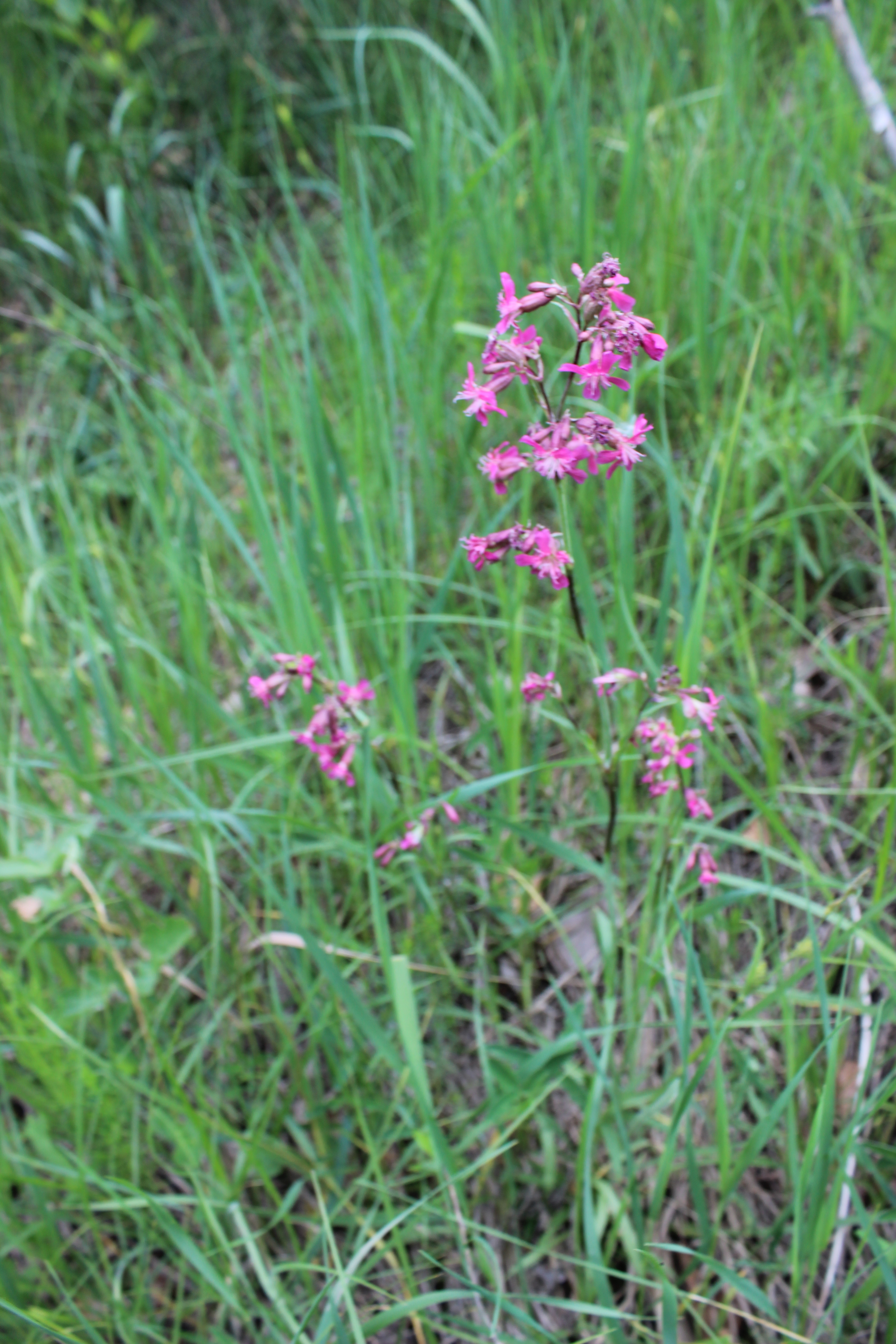
Гвоздика
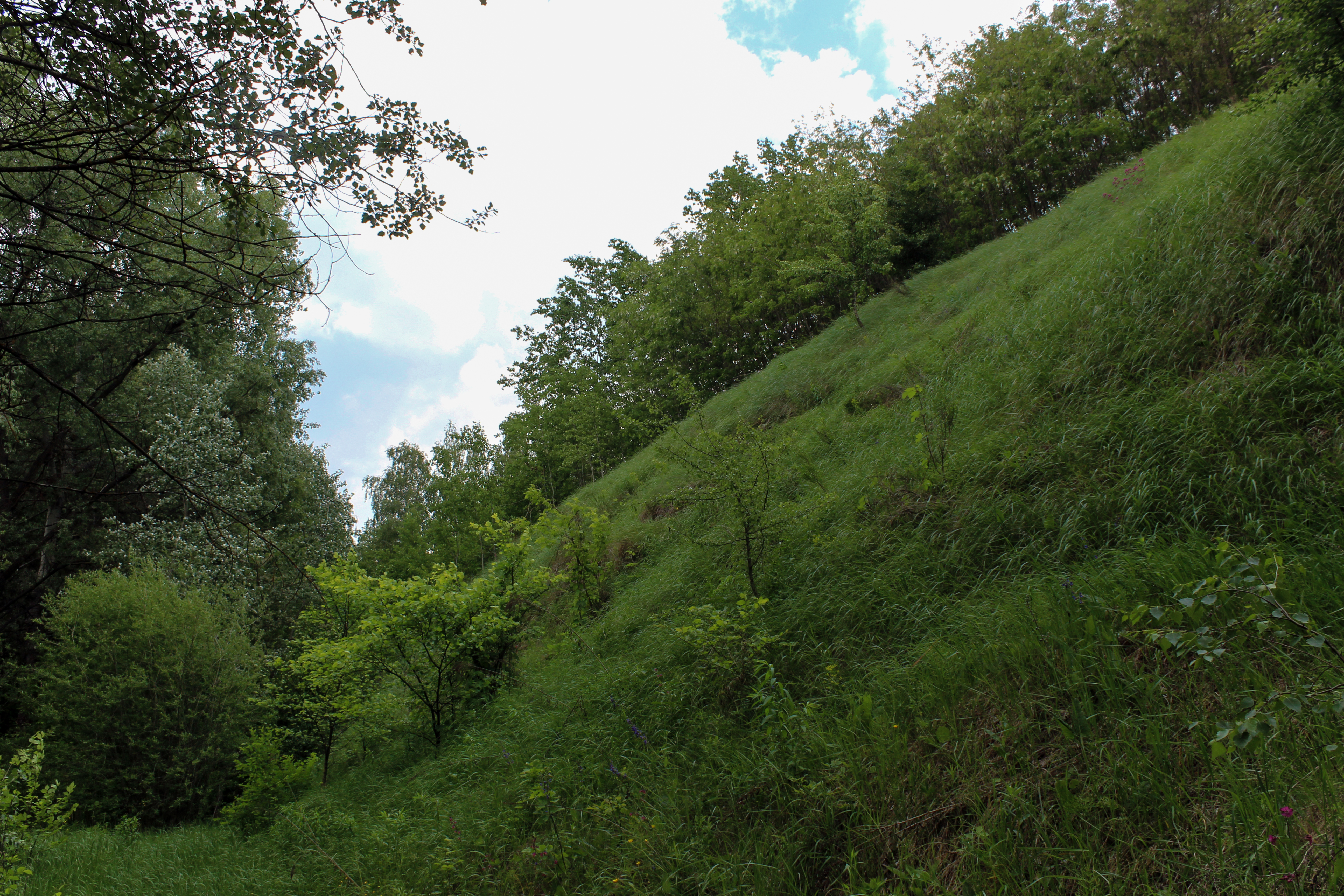
Схил балки